# Življenjska obdobja (Caspar David Friedrich)
Življenjska obdobja (nemško Die Lebensstufen) je alegorična slika olje na platnu iz leta 1835 nemškega romantičnega krajinskega slikarja Casparja Davida Friedricha. Ta slika, ki je bila dokončana le pet let pred njegovo smrtjo, tako kot številna njegova dela predstavlja meditacijo tako o njegovi lastni smrtnosti kot o minljivosti življenja.
Slika je postavljena na morsko obalo in prikazuje v ospredju ostarelega moškega, ki je s hrbtom obrnjen proti gledalcu, hodi proti dvema odraslima in dvema otrokoma na vrhu hriba s pogledom na pristanišče. Številke odmevajo v petih ladjah, prikazanih v pristanišču, vsaka na različni razdalji od obale, alegorično sklicevanje na različne stopnje človeškega življenja, na konec potovanja, na bližino smrti.
Čeprav je veliko Friedrichovih slik postavljenih v namišljene pokrajine, so Življenjska obdobja prepoznavno v Utkieku, blizu njegovega rojstnega kraja Greifswalda v današnji severovzhodni Nemčiji. Figure so bile identificirane kot Friedrich in njegova družina. Starejši moški je umetnik sam, mlad fant njegov sin Gustav Adolf, mlado dekle njegova hči Agnes Adelheid, starejše dekle njegova hči Emma, moški s cilindrom pa je njegov nečak Johann Heinrich.

## Opis
Slika prikazuje pristanišče Baltskega morja v mraku. Na morju se vidijo tri jadrnice, ki se vračajo domov; velika ladja v sredini je že začela vleči svoja jadra. Dve manjši jadrnici sta že skoraj dosegli kopno. Tisti na desni se usmeri naravnost proti skupini petih ljudi na bregu, ki so po obleki prepoznavni kot meščani. Sredi njih sedi fant, ki dvigne švedsko zastavico, deklica poleg njega pa seže po njej. Desno od njih sedi ženska, ki se z dvignjeno desnico nagne k obema otrokoma.
Teh pet figur ustreza petim ladjam, ki so vidne v pristanišču onstran. Tri skupine figur (en starec, dva odrasla in dva otroka) odmevajo položaj ladij na različnih razdaljah od obale kot alegorične stopnje življenja in bližino smrti. Osrednja ladja naj bi predstavljala mamo, medtem ko sta dlje od obale dva majhna čolna – sklicevanja na dva otroka – šele začela svoje potovanje in še vedno ostajata v plitvi, čisti vodi. Do obzorja najbolj oddaljena ladja izgine v zahajajoče obzorje, simbolizirajoč potovanje ostarelega človeka iz tega življenja v neznano.
Druga možnost je, da so drugi kritiki razlagali dve ladji v daljavi kot mati in oče, ki odplujeta, da bi živela svoje življenje ter pridobila izkušnje in modrost kot starša, in veliko ladjo, ki je najbližje obali, kot starca – tistega, ki je živel polno življenje, si nabral veliko izkušenj in se na koncu življenja končno vleče v pristanišče.
Skupina se postavi v polkrog: otroci so na njegovi skrajni točki; levo in desno sta mlajši moški in mladenka. Skrajno levo stoji starejši moški, ki gleda naravnost predse, zunaj kroga. Ženske in otroci so poletno oblečeni, starec pa nosi plašč in krzneno kapo. Premec velike ladje na sredini je natančno poravnan z otrokoma.

## Švedska zastavica
Friedrichovo rojstno mesto Greifswald je pripadalo vojvodini Pomeraniji do leta 1630, ko je območje prešlo na Švedsko kot Švedska Pomeranija. Leta 1815 je postalo del pruske province Pomeranije. Slika prikazuje Friedrichovo mlajšo hčer Agnes Adelheid in njegovega sina Gustava Adolfa, ki držita švedsko zastavico 20 let po predaji Greifswalda Prusiji. Pogled zajema polotok pred Baltskim morjem, onkraj katerega leži Švedska. Friedrich je svojega sina Gustava Adolfa krstil po švedskem kralju Gustavu Adolfu IV. Švedski pisatelj Per Daniel Amadeus Atterbom je o slikarju zapisal:
»Friedrich je pomeranec ... in se ima za napol Šveda«

## Naslov
V skladu z romantičnimi ideali tistega časa je Friedrich nameraval, da njegove slike delujejo zgolj v vizualnem smislu, zato je bil previden, da naslovi njegovih del niso bili preveč opisni ali evokativni. Verjetno razmeroma dobesednega naslova Življenjska obdobja ni dal umetnik sam, temveč je bilo delo preimenovano med oživitvijo zanimanja za umetnika v poznem 19. ali zgodnjem 20. stoletju.